# روبرتو پپر
روبرتو پپر (به انگلیسی: Roberto Peper) (زادهٔ ۲۷ ژوئن ۱۹۱۳) شناگر اهل آرژانتین است.